# Massacre de Biscari
Invasion de la Sicile
- Lampedusa
- Corkscrew
- Mincemeat
- Barclay
- Animals
- Chestnut
- Narcissus
- Fustian
- Ladbroke
- Gela
- Troina
- Centuripe

Invasion de l'Italie
- Baytown
- Avalanche
- Rome
- Slapstick
- Armistice de Cassibile
- Achse
- Naples
- Bombardement du Vatican
- Ligne Volturno
- Libération de la Corse
- Ligne Barbara
- Bombardement de Bari

Ligne Gustave
- Ligne Bernhardt
- Raincoat
- San Pietro Infine
- Rivière Moro
- Ortona
- Rivière Rapido
- Monte Cassino
- Shingle
- Cisterna
- Diadem
- Strangle
- Ligne Trasimene
- Libération de Rome
- Ancône
- Brassard

Ligne gothique
- Rimini
- Saint-Marin
- Gemmano
- Montecieco
- Monte Castello
- Garfagnana

Offensive du printemps 1945
- Tombola
- Bowler
- Roast
- Bologne
- Argenta Gap
- Herring
- Collecchio

Guerre civile italienne
Le massacre de Biscari décrit deux incidents de la Seconde Guerre mondiale dans lesquels des troupes américaines ont été impliquées dans le meurtre de prisonniers de guerre désarmés allemands et italiens à Biscari, dans la province de Raguse, au sud de la Sicile en 1943.

## Massacre
Après la prise de l'aérodrome de Biscari le 14 juillet 1943 pendant l'invasion alliée de la Sicile (Opération Husky), les troupes américaines du 180e régiment de combat de la 45e division d'infanterie (180th Regimental Combat Team, 45th (Thunderbird) Division) assassinent 74 Italiens et deux prisonniers de guerre allemands. Les massacres ont eu lieu dans deux incidents distincts entre juillet et août 1943. Le premier incident concerne le meurtre de 34 Italiens et deux Allemands, tandis que la seconde porte sur 40 Italiens,.

## Conséquences
Mis au courant du massacre, le général Omar Bradley, à son tour, informe le général George S. Patton que des éléments des troupes américaines avaient tué environ 50 à 70 prisonniers de sang-froid. Patton a noté sa réponse dans son journal: 

« I told Bradley that it was probably an exaggeration, but in any case to tell the officer to certify that the dead men were snipers or had attempted to escape or something, as it would make a stink in the press and also would make the civilians mad. Anyhow, they are dead, so nothing can be done about it.
Traduction : J'ai dit à Bradley que c'était probablement une exagération, mais en tout cas il faut demander à l'officier de certifier que les morts étaient des franc-tireurs ou avaient tenté de s'évader ou quelque chose de ce genre, que cela ferait mauvaise presse dans les médias et rendrait les civils furieux. Quoi qu'il en soit, ils sont morts, alors rien ne peut être fait à ce sujet »

Bradley a refusé les instructions de Patton.
 
Bien que ces crimes de guerre ont été passés sous silence par la hiérarchie militaire, il y eut une procédure en cour martiale contre deux soldats américains impliqués. 

Pour le premier incident, l'armée a chargé le sergent Horace T. West. West a admis qu'il avait participé à la fusillade, et a donc été reconnu coupable. Il est dégradé et condamné à la prison à vie. Plus tard, il sera libéré à titre privé.
Pour le deuxième incident, la cour martiale implique le capitaine John T. Compton pour le meurtre de 40 prisonniers de guerre. Celui-ci a affirmé avoir suivi les ordres. Bien que l'officier-enquêteur et le juge-avocat ont déclaré que les actions de Compton étaient illégales, la cour martiale l'acquitte. Compton est transféré dans un autre régiment où il meurt un an plus tard au combat en Italie. À l'époque, beaucoup ont vu la différence dans le traitement des officiers et sous-officiers comme un cas évident d'injustice.
En outre, l'armée n'a tenu ni Patton, ni le commandant d'unité, le colonel E. Cookson, responsable de ce massacre.

## Source de traduction
- (en) Cet article est partiellement ou en totalité issu de l’article de Wikipédia en anglais intitulé « Biscari massacre » (voir la liste des auteurs).